# Al-Aryam
L'illa d'Al-Aryam (abans Bu Khushaishah, nom que encara porta el cap del nord-oest i el llogaret que hi ha en aquest lloc) és una illa de l'emirat d'Abu Dhabi (Emirats Àrabs Units) a la costa de l'emirat, a uns 35 km a l'oest d'Abu Dhabi (ciutat), entre l'illa de Bahrani (a l'est) i la península de Ras Zuabyyah a l'oest de la que la separa el canal de Barashi. És una illa arenosa amb aportacions de capes fines de sal, i amb poc metres d'altura màxima (tota la costa del nord i nord-est té alguns turonets però amb altures reduïdes).
És de propietat privada i no s'hi pot accedir. La vegetació és reduïda limitada a plantes que aguanten la sal excepte pels manglars a la costa oest (Avicennia marina). La seva superfície és d'uns 50 km². Mesura 8 km de llarg per 6 d'ample.
Hi vien algunes gaseles de l'arena i de la muntanya (Gazella subgutturosa i Gazella gazella) i alguns òrix d'Aràbia (Oryx leucoryx). A la vora de l'illa es veuen de vegades dofins i morses. A la part oriental hi ha una espècie de llac o llacuna que ha estat declarat reserva marina amb prohibició de pescar, i en aquesta zona creixen els falcons del tipus Pandion haliaetus (9 parelles el 2000).
Fou ocupada al primer mil·lenni fins a temps recents, probablement per comunitats de pescadors. El llogaret de Bu Karwah, al sud-est, està datat del segle xvii o XVIII i s'ha trobat poteria, i restes d'ostres perleres (Pinctada radiata) i de caragols de mar (Hexaplex kuesterianus i Terebralia palustres).
Els habitants obtenien l'aigua acumulant la que queia a l'hivern, i van tallar cisternes a la roca; la cisterna de Bu Karwah té 5 metres de llarg, 3 d'ample i 2 de fondària.